# Patrick Nagel
Patrick Nagel (Dayton, 25 de noviembre de 1945-Santa Mónica, 4 de febrero de 1984) fue un artista estadounidense, creador de ilustraciones populares impresas y serigrafiadas. Sus obras tienen un estilo característico enfocado en la figura femenina, siguiendo un estilo derivado del Art déco. Es conocido por sus ilustraciones para la revista Playboy y el diseño de la portada del álbum Rio del grupo pop Duran Duran.

## Biografía
Nagel nació en Dayton, Ohio, el 25 de noviembre de 1945, pero residió y trabajó la mayor parte de su vida en el área de Los Ángeles. Después de servir en el Ejército de Estados Unidos en el 101.º Aerotransportado en Vietnam, Nagel estudio en el Instituto de Arte Chouinard en 1969, y ese mismo año recibió su título de Bellas Artes en la Universidad Estatal de California, Fullerton.
La única biografía de Nagel se tituló "The Artist Who Loved Women: The Incredible life and work of Patrick Nagel, the most successful & anonymous American artist of the 1980s", escrita por Rob Frankel y publicada en 2016.
En 1971 Nagel trabajó como diseñador gráfico para la ABC, produciendo gráficos para promociones y transmisiones de noticias. Al año siguiente comenzó su trabajo como artista independiente para revistas y grandes corporaciones, incluyendo Architectural Digest, Harper's Magazine, IBM, ITT Corporation, MGM, Oui, Rolling Stone, United Artists y Universal Studios.
En 1976 comenzó a contribuir regularmente con imágenes a la revista Playboy, lo que mejoró su exposición y la popularidad de "la mujer Nagel" nombrada así por los lectores. En los próximos siete años, al menos un dibujo de Nagel apareció en todos los números de Playboy, especialmente en las columnas Playboy Advisor, Playboy Forum y Playboy Afther Hours.
Su trabajo también apareció en las portadas de álbumes de artistas como Tommy James, Charlene, Thelma Houston y Cissy Houston.
En 1977 hizo su primera imagen de cartel para Mirage Editions, con quien imprimió muchas imágenes famosas con "La mujer Nagel".
En 1982, la pintura de Nagel para la portada del álbum del grupo Duran Duran, Rio se convertiría en una de las portadas más icónicas de la banda.
Trabajó para muchos clientes comerciales, incluyendo Intel, Lucky Strike, Ballantine's Whiskey y Budweiser.
A medida que su popularidad crecía comenzó a ofrecer impresiones en edición limitada. Cuando sus ediciones limitadas, a lo largo de su vida, se convirtieron en serigrafías coleccionables, Nagel comenzó en 1982 a pintar en acrílico sobre tela y diseñar esculturas de bronce también para edición limitada. Debido a su prematura muerte, produjo 80 piezas sobre tela y solo dos trabajos en bronce, titulados "Carol" y "Standing Lady", llegaron a la fundición. Cada una se limitó a 180 piezas, aunque no hay ninguna documentación que indique la cantidad de ediciones que lanzó al mercado.
Después de la muerte de Nagel en 1984, el director, Karl Bornstein, intentó continuar con la publicación de trabajos de Nagel, pero solo logró explotar la marca y reducir dramáticamente su valor. Ninguno de la "Playboy Collection" o asociados a la colección de sus trabajos tenía la firma de Patrick Nagel. Algunos fueron autentificados por su viuda, Jennifer Dumas, pero ninguno se consideró cobrable. En 1991 el FBI descubrió y desmanteló una red de falsificación que inundó el mercado con serigrafías falsificadas. Por 1996, la mayoría del trabajo de Nagel se consideraba pasado de moda y sin valor, provocando que hasta el 70% de lo conservado se deteriorara, descartara o destruyera.
En 2008 surgió un renovado interés en el trabajo de Nagel, con muchas de sus piezas supervivientes recuperadas y finalmente valoradas. En 2017, una versión japonesa serigrafiada de la portada de Rio rompió todos los récords, siendo vendida por 212 000 dólares.

## Estilo
Nagel empezaba con una fotografía, la cual simplificaba y eliminaba todo lo que su criterio consideraba innecesario. La imagen resultante se vería plana, pero enfatizando aquellos elementos considerados más importantes. Ha habido mucha discusión sobre de dónde sacó Nagel su estilo, ya que se desconocen sus antecedentes.
Según Elena G. Millie, conservadora de la colección en la Biblioteca de Congreso:

"Como algunos de los antiguos maestros de la impresión (Toulouse-Lautrec y Bonnard, por ejemplo), Nagel fue influenciado por el grabado sobre madera japonés, con figuras recortadas sobre un fondo neutro, con fuertes áreas en blanco y negro, y con líneas en negrita y ángulos visuales inusuales. Manejaba los colores con rara originalidad y libertad; forzó la perspectiva desde imágenes bidimensionales planas, y siguió simplificando, trabajando para obtener más información con menos elementos. Sus imágenes simples y precisas también recuerdan el estilo art decó de las décadas de 1920 y 1930, su tratamiento lineal agudo, su simplicidad geométrica y la estilización de las formas resultan en imágenes formales pero decorativas."

Algunos han creído su conexión con el estilo japonés, pero no hay vínculos significativos que conecten a Nagel con el arte japonés. De hecho, sus experiencias en Vietnam creando mapas para el ejército hicieron más por guiarle hacia imágenes contrastadas que cualquier otra cosa.

### La Mujer Nagel
La "Mujer Nagel" fue desarrollada con el tiempo y alcanzó la popularidad en sus trabajos para Playboy. Es una imagen idealizada de la mujer posmoderna y su aspecto es siempre oportuno. El concepto se considera derivado de las figuras femeninas importantes en la vida de Nagel, la cual incluye sus esposas, madre, hija, y una amiga de la infancia. Se caracteriza por tener cabello negro, piel blanca brillante, labios carnosos rojos, y ojos distintivos, los cuales a menudo destacan en los trabajos más tardíos. Sus mujeres de los años setenta se muestran más suaves, flexibles e inocentes que sus mujeres más fuertes, duras y seguras de los ochenta. Nagel trabajó con muchas modelos, incluyendo modelos de Playboy: playmates como Cathy St. George, Tracy Vaccaro y Shannon Tweed, y también pintó varios retratos de celebridades que incluyen a Joan Collins y Joanna Cassidy.

## Muerte
Nagel era consumidor habitual de cigarrillos, martinis o dulces M&M. Debido a su estilo de vida, Nagel a menudo estaba despierto hasta altas horas de la noche y dormía durante el día. Algunos han especulado que Nagel era consciente de los efectos de su estilo de vida en su salud y se había planteado reducir el consumo de cigarrillos. En 1984, con 38 años, Nagel participó junto con otras celebridades en un "aerobathon" para recaudar fondos para la American Heart Association. Después de mucha confusión y preguntándose sobre su paradero, fue encontrado muerto en su auto fuera del estudio de aerobic habiendo sufrido un infarto de miocardio. Una autopsia más detallada reveló que Nagel tenía además un corazón frágil de nacimiento, sin que ello fuera detectado.
Contra los deseos de sus padres y sin ninguna confirmación legal, Nagel fue cremado y sus cenizas esparcidas en el océano Pacífico.

## En la cultura popular
- En Xavier: Renegade Angel en el episodio "World of Hurt, BC" (2007), Xavier viaja al 4 de febrero de 1984, donde un hombre anuncia que acaba de adquirir una impresión de Nagel. Otro hombre entonces le informa que el artista acaba de morir.
- Nagel fue retratado en el episodio de American Dad! titulado "Fart-Break Hotel" (2011).
- La serie animada Moonbeam City (2015) utiliza un estilo Nagel para su diseño de personajes y fondos.
- Rob Frankel publicó la biografía sobre la vida de Patrick Nagel (2016).
- La pintura de Nagel para el álbum "Rio" aparece en una camiseta en la película "Thor: Ragnarok" (2017).